# Рудник-Малий (Сілезьке воєводство)
Рудник-Малий (пол. Rudnik Mały) — село в Польщі, у гміні Старча Ченстоховського повіту Сілезького воєводства.
Населення — 542 особи (2011).
У 1975-1998 роках село належало до Ченстоховського воєводства.

## Демографія
Демографічна структура станом на 31 березня 2011 року:
|          | Загалом | Допрацездатний вік | Працездатний вік | Постпрацездатний вік |
| -------- | ------- | ------------------ | ---------------- | -------------------- |
| Чоловіки | 273     | 56                 | 179              | 38                   |
| Жінки    | 269     | 40                 | 159              | 70                   |
| Разом    | 542     | 96                 | 338              | 108                  |